# Jan Tomaszewski
Jan Tomaszewski (Breslávia, 9 de janeiro de 1948) é um ex-futebolista profissional polonês.

## Carreira

### Destaque polonês em 1974

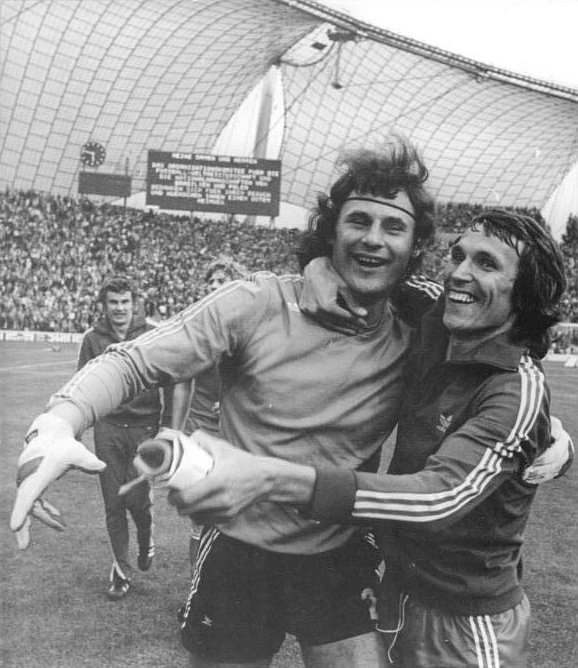
À esquerda, Comemorando o terceiro lugar na Copa de 1974, contra o Brasil, ao lado de seu reserva Andrzej Fischer.

Considerado um dos maiores goleiros da Seleção Polonesa, Tomaszewski fez parte da grande equipe polaca dos anos 70, jogando duas Copas do Mundo. Foi destaque na Copa do Mundo FIFA de 1974, sendo primeiramente o herói da classificação da Polônia ao torneio, segurando um empate de 1 x 1 contra a Inglaterra, em Wembley; os ingleses só classificariam-se se vencessem, e Tomaszewski só deixou a bola passar uma vez - num pênalti.
Na Copa, tornou-se o primeiro goleiro a defender dois pênaltis em partidas diferentes, salvando as cobranças do sueco Staffan Tapper e do alemão-ocidental Uli Hoeneß. Os poloneses acabaram, entretanto, perdendo para os anfitriões da Alemanha Ocidental na partida decisiva da segunda fase de grupos e tiveram de jogar pelo terceiro lugar. No jogo pelo bronze, a Polônia venceu o Brasil e alcançou seu melhor desempenho em Copas. Tomaszewski foi incluído na Seleção da Copa, desbancando o campeão Sepp Maier.

### Olímpiadas
Tomaszewski também foi para as Olimpíadas de 1976. Nos Jogos de Montreal, a Polônia desta vez chegaria à final. Entretanto, novamente os alemães, desta vez os da Alemanha Oriental, derrotariam os poloneses, que ficaram com a prata.

### Copa de 78 e fim de carreira
Na Copa do Mundo de 1978, a equipe chegou à segunda fase de grupos, sucumbindo no que tinha a anfitriã e futura campeã Argentina e o Brasil.
Após o mundial, pôde finalmente jogar no exterior - o governo polonês até então o proibia de deixar o futebol do país antes de completar 30 anos. Tomaszewski, até então goleiro do ŁKS Łódź, foi jogar na Bélgica, pelo Germinal Beerschot, da Antuérpia. Em 1981, foi para a Espanha, onde jogou no Hércules, e no ano seguinte voltou ao Łódź, onde encerrou a carreira em 1984.